# 纪念币

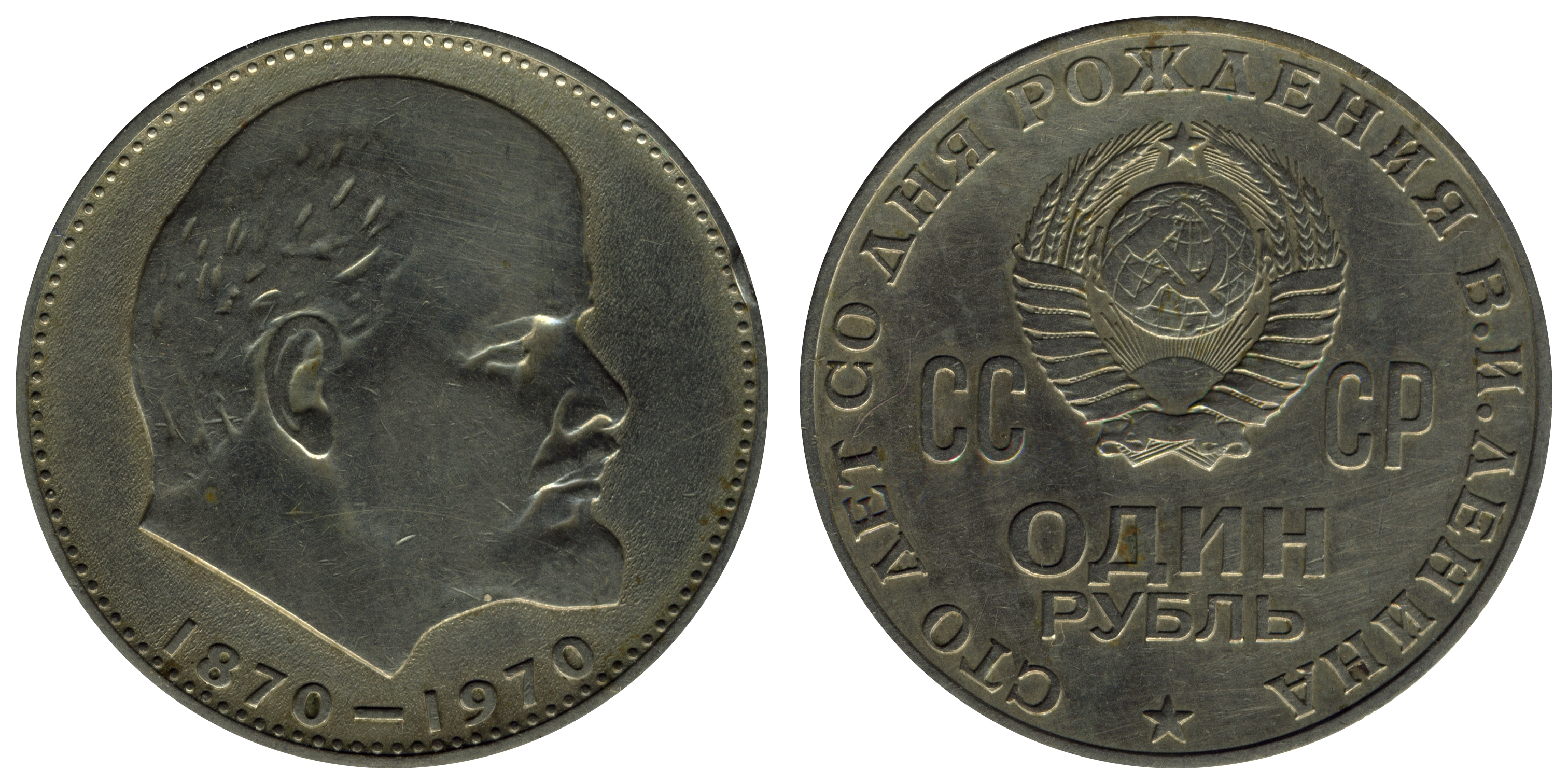
苏联于1970年发行的纪念列宁百年诞辰的纪念币，面值为1卢布

纪念货币，是在一些特定时间内发行的纪念性货币。通常用于纪念一些事件，如奥运会等，是政府主导下的纪念活动。纪念币不仅是单纯的货币，还是以某一重要主题为纪念对象而专门发行的货币，因而，又必须具有纪念意义。这种纪念意义要通过图案的寓意、文字的表达来充分表现出来。